# Olomouc-Nové Sady (železniční zastávka)
Olomouc-Nové Sady je železniční zastávka v Olomouci v Olomouckém kraji. Je součástí elektrizované jednokolejné železniční trati Nezamyslice–Olomouc, na které byl zahájen provoz v roce 1870. V letech 2030–2031 je plánováno zdvojkolejnění trati v úseku Olomouc-Nové Sady – Kraličky. Zastávka leží mezi stanicemi Blatec a Olomouc hlavní nádraží. Byla uvedena do provozu 3. července 1911 pod názvem „Nové Sady“. V jízdním řádu pro rok 2025 ji obsluhují pravidelné osobní vlaky Českých drah na lince M1 ve směru Olomouc hl. n. (a Velké Losiny či Kouty nad Desnou) nebo Nezamyslice. Zastávkou pouze projíždějí rychlíky na lince R12, která v dvouhodinovém taktu spojuje Šumperk a Brno.

## Popis
Zastávka je zařazena do Integrovaného dopravního systému Olomouckého kraje. Je zde jedno nástupiště o délce 130 metrů s nástupní hranou ve výšce 550 mm nad temenem kolejnice, což znamená, že je bezbariérově přístupné. Původní hrázděná budova s prodejem jízdenek ze začátku 20. století byla v roce 1996 zbourána pro havarijní stav. V prosinci 2002 SŽDC postavila jako náhradu malý prosklený přístřešek. V letech 2020–2022 došlo k významné opravě, která zahrnovala opravu osvětlení, přístřešku a již zmíněný bezbariérový přístup. Na místě není možné zakoupit jízdenku a k odbavení cestujících dochází ve vlaku.

## Poloha
Zastávka leží v olomoucké městské části Nové Sady. Stojí nedaleko křížení ulic Střední Novosadská a Slavonínská. Ve směru na Prostějov trať překračuje ulici S. Novosadskou formou železničního přejezdu P7598. Na tomto přejezdu proběhly v srpnu a září 2023 opravné práce a v zájmu zvýšení bezpečnosti byly instalovány závory. Nedaleko zastávky protéká řeka Morava. Trať tu vede po železničním mostě.

### Přestupní vazby
Nedaleko zastávky se na ulici Střední Novosadská nachází autobusová zastávka Nové Sady, kde zastavují městské autobusové linky 14 a 16, případně noční autobusy 50 a 51. Na cca 300 m vzdálené zastávce Andělská zastavuje také příměstská linka 500.

## Galerie

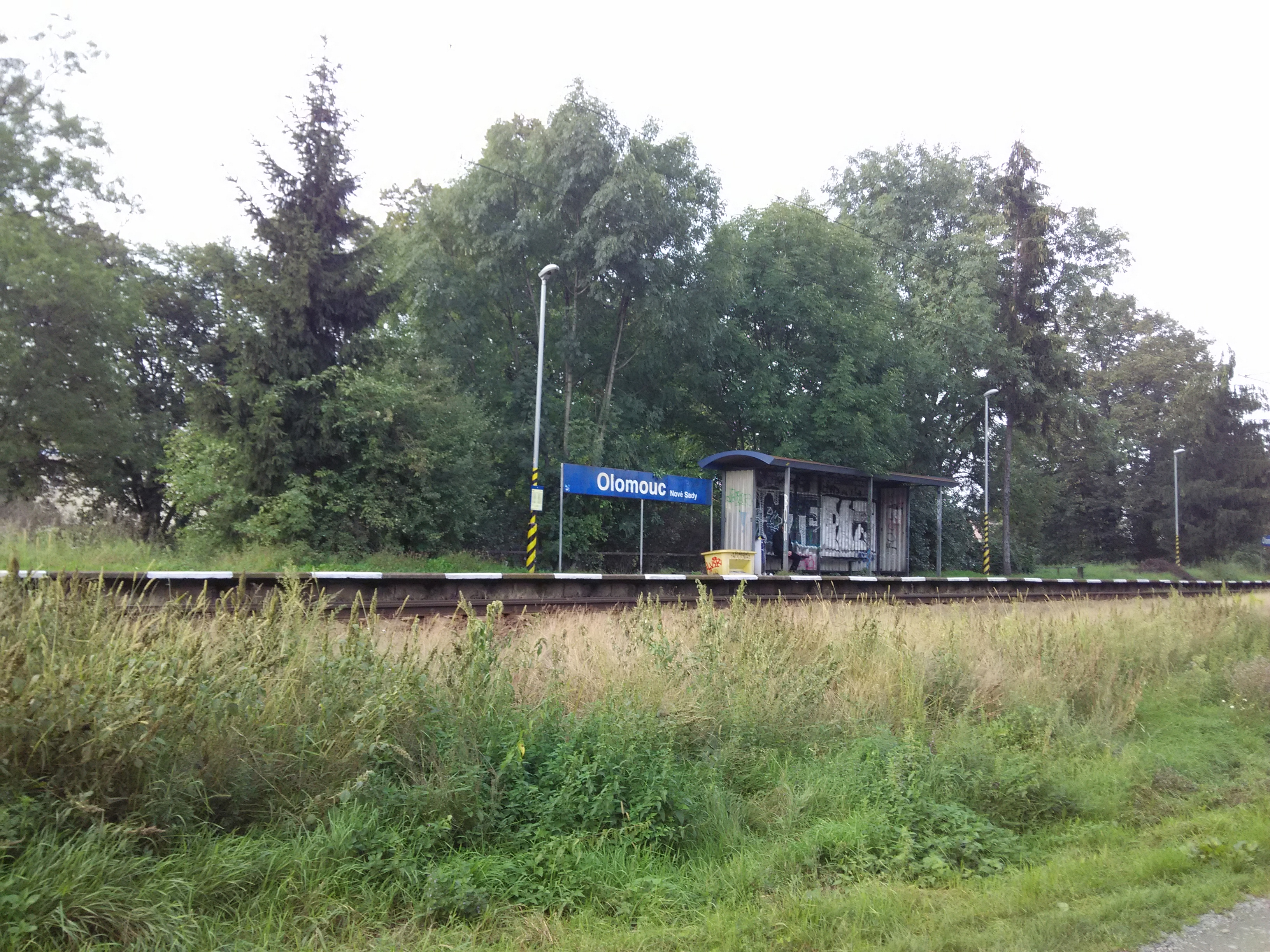
Zastávka v září 2017
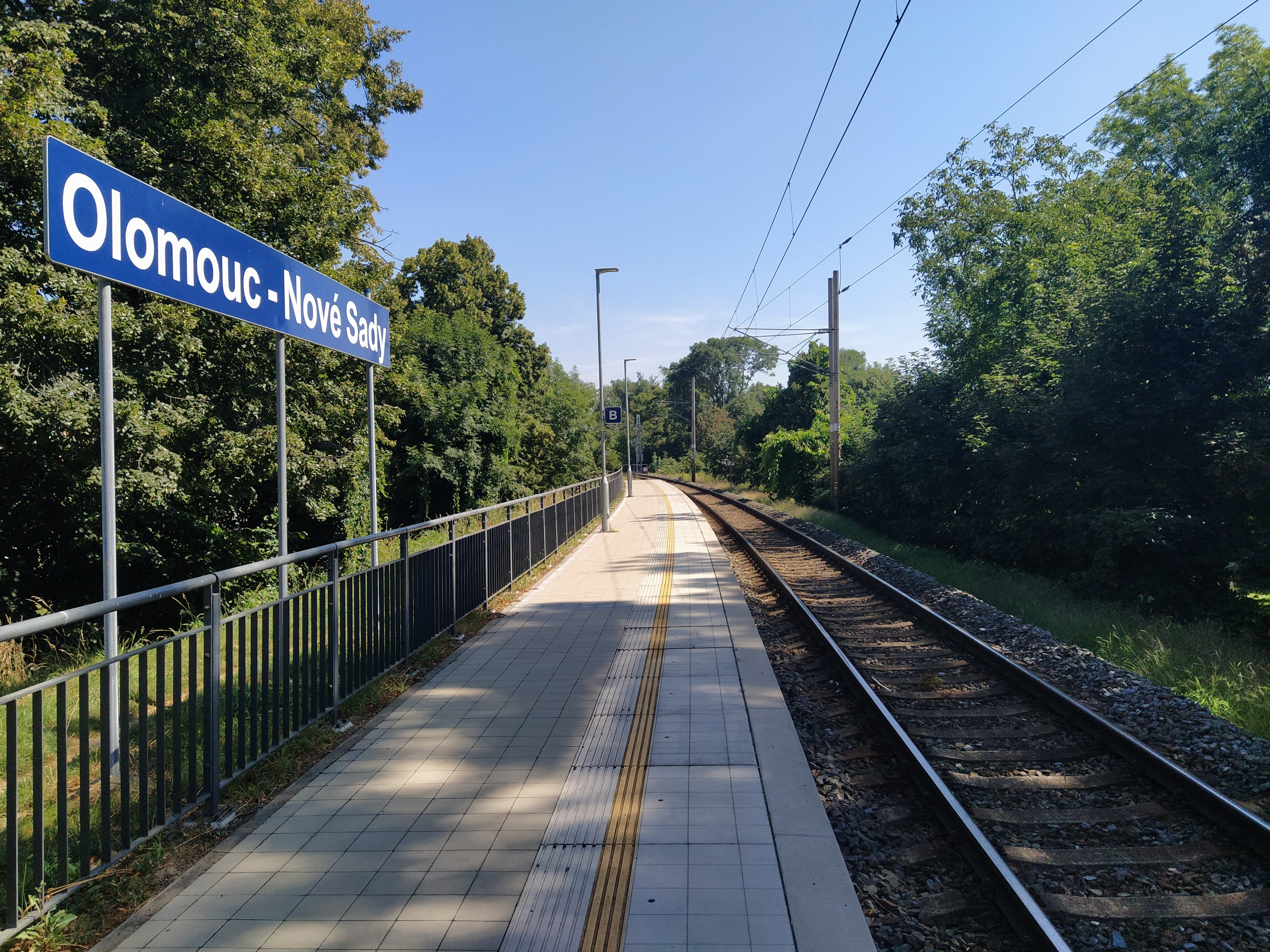
Pohled na nástupiště ve směru na hlavní nádraží
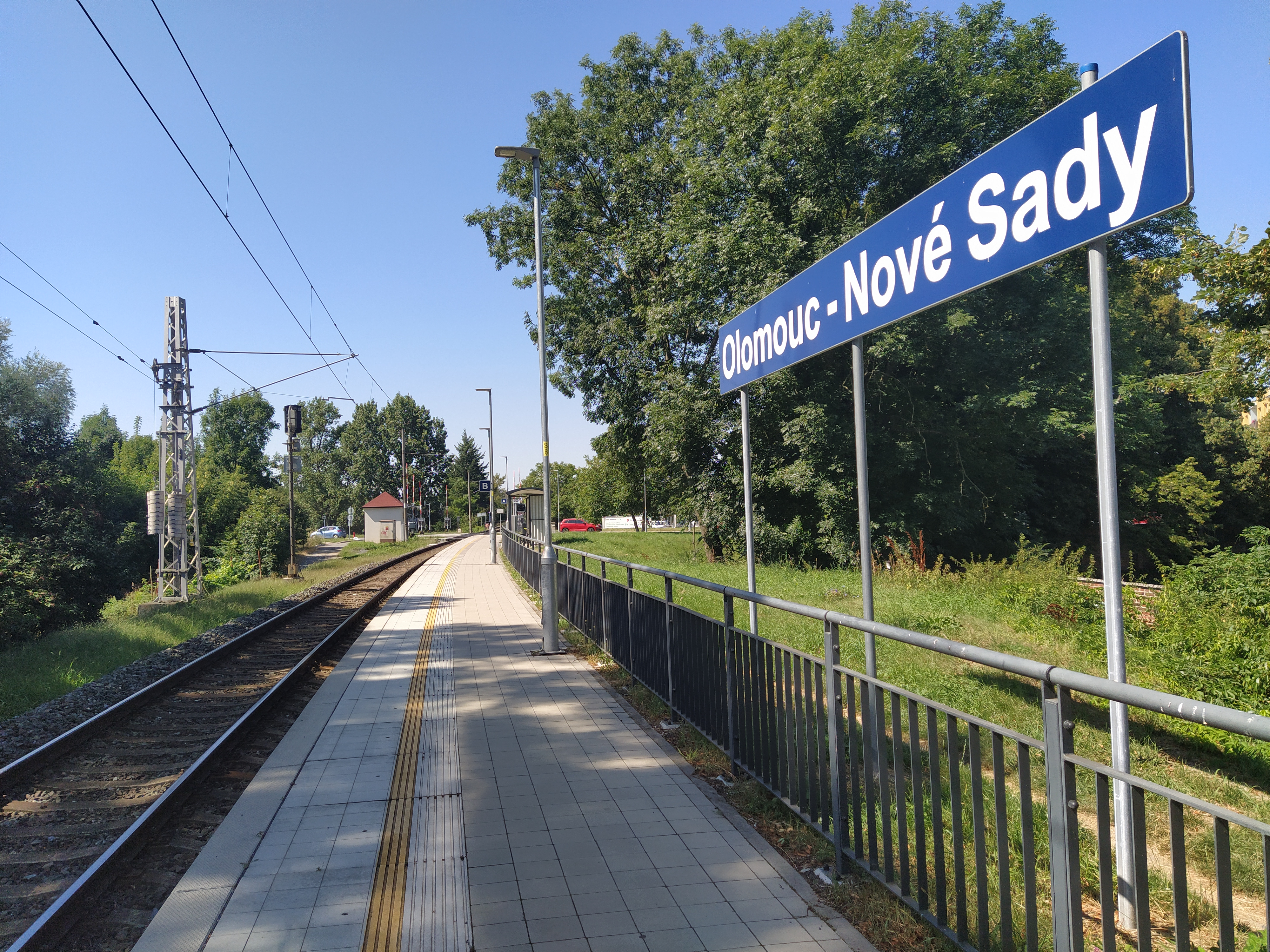
Pohled na nástupiště ve směru Prostějov
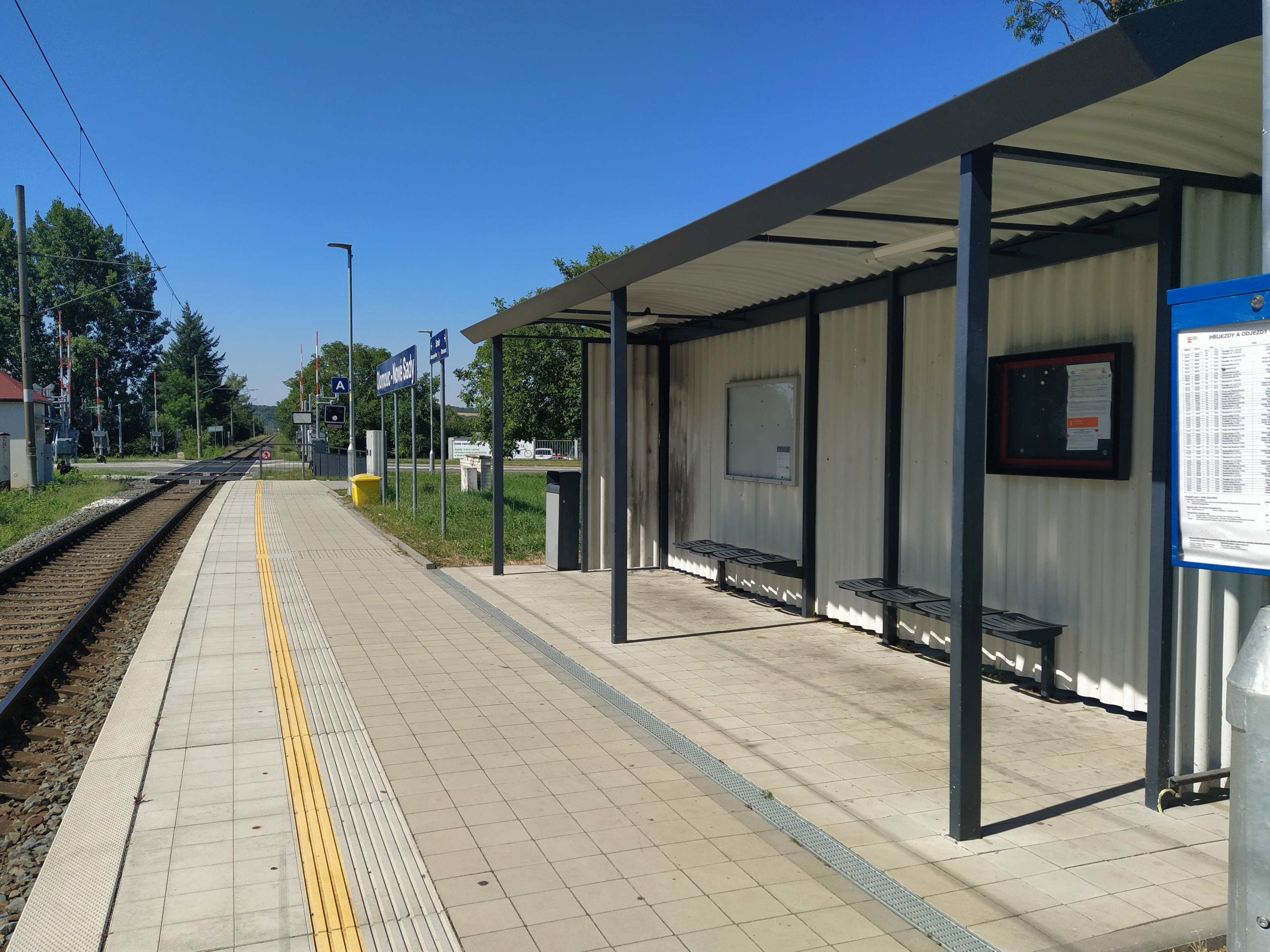
Přístřešek pro cestující a železniční přejezd
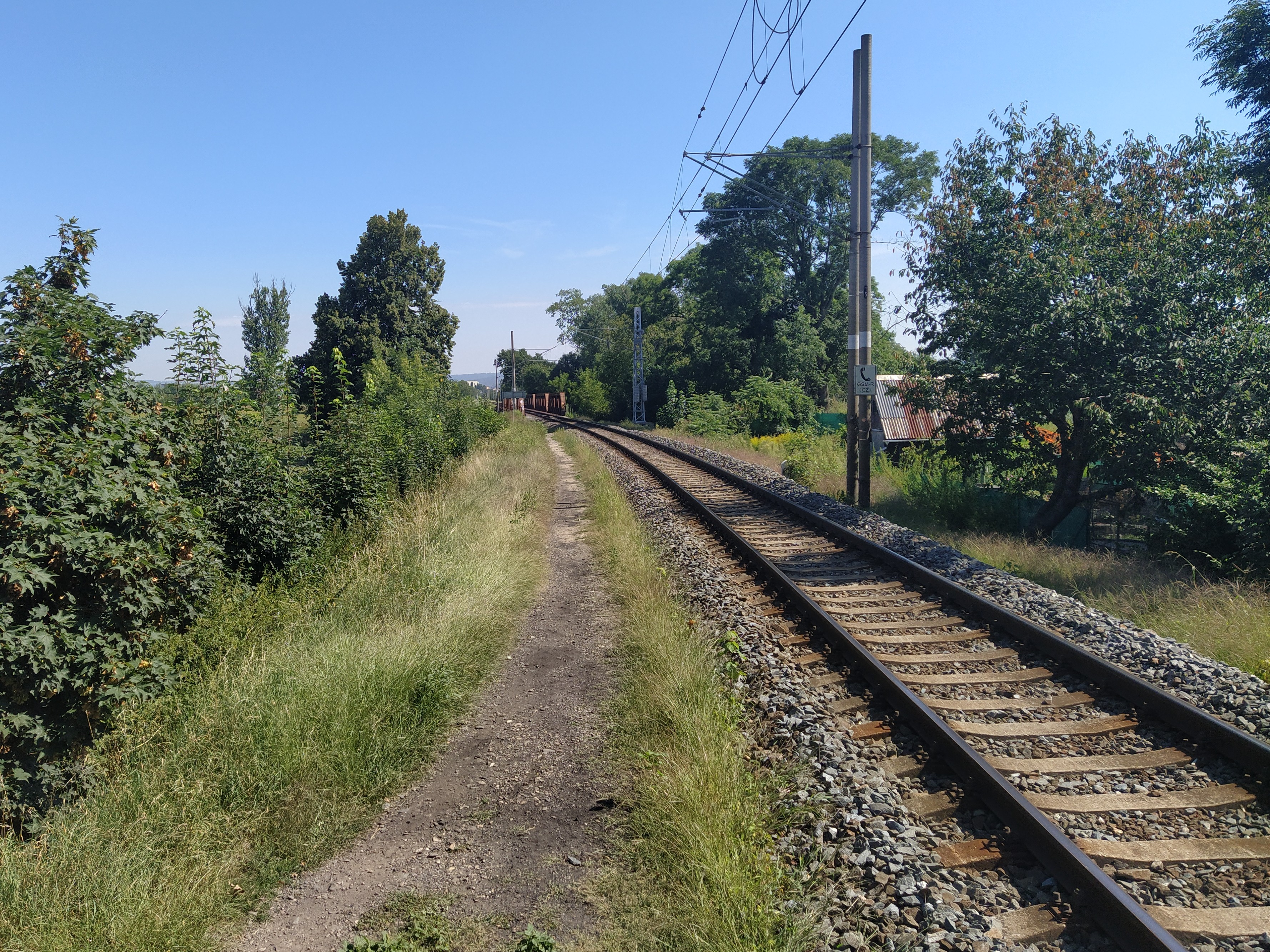
Pohled ze severovýchodního konce nástupiště na trať a železniční most